# Les Vendredis
Pour les articles homonymes, voir Vendredi (homonymie).
Albums de Stefie Shock
Le Décor Rien Tubes, remixes et prémonitions
Les Vendredis est le 3e album du compositeur-interprète québécois Stefie Shock.
Il inclut les chansons :
1. Pixels flous (3:59)
2. Ange gardien (4:15)
3. Cent mille raisons d'être mortel (3:09)
4. En chute libre (3:31)
5. Savoure le rouge (3:49)
6. Scalpel Blues (3:48)
7. Geyser (4:47)
8. Nirvana (3:08)
9. L'Âme perdue (3:25)
10. Le Vendredis (5:41)